# José Castro Mena
José Ignacio Castro Mena (Santiago, Chile; 13 de octubre de 2001) es un futbolista chileno, se desempeña como lateral izquierdo y actualmente milita en Huachipato de la Primera División de Chile.

## Trayectoria
Hizo su debut profesional en Universidad de Chile durante 2021 a los 19 años. Debido al brote de COVID-19 que sufrió el conjunto laico con vistas al partido de segunda fase de la Copa Libertadores 2021 ante San Lorenzo de Almagro, viendo algunos minutos en la derrota del conjunto universitario.
En 2022, Castro firmó su contrato como jugador profesional. Además, ha visto minutos como titular en varios partidos válidos por el Campeonato oficial 2022.

## Estadísticas

### Clubes
| Club                         | Div        | Temporada  | Liga  | Liga  | Liga   | Copas nacionales | Copas nacionales | Copas nacionales | Torneos internacionales | Torneos internacionales | Torneos internacionales | Total | Total | Total  |
| Club                         | Div        | Temporada  | Part. | Goles | Asist. | Part.            | Goles            | Asist.           | Part.                   | Goles                   | Asist.                  | Part. | Goles | Asist. |
| ---------------------------- | ---------- | ---------- | ----- | ----- | ------ | ---------------- | ---------------- | ---------------- | ----------------------- | ----------------------- | ----------------------- | ----- | ----- | ------ |
| Universidad de Chile · Chile | 1.ª        | 2021       | 2     | 0     | 0      | —                | —                | —                | 1                       | 0                       | 0                       | 3     | 0     | 0      |
| Universidad de Chile · Chile | 1.ª        | 2022       | 14    | 0     | 2      | 5                | 0                | 0                | —                       | —                       | —                       | 19    | 0     | 2      |
| Universidad de Chile · Chile | 1.ª        | 2023       | 8     | 0     | 1      | 0                | 0                | 0                | —                       | —                       | —                       | 8     | 0     | 1      |
| Universidad de Chile · Chile | 1.ª        | 2024       | 10    | 0     | 0      | 2                | 0                | 0                | —                       | —                       | —                       | 12    | 0     | 0      |
| Universidad de Chile · Chile | 1.ª        | 2025       | 2     | 0     | 0      | 4                | 1                | 0                | 1                       | 0                       | 0                       | 7     | 1     | 0      |
| Universidad de Chile · Chile | Total club | Total club | 36    | 0     | 3      | 11               | 1                | 0                | 2                       | 0                       | 0                       | 49    | 1     | 3      |
| Total club                   | Total club | Total club | 36    | 0     | 3      | 11               | 1                | 0                | 2                       | 0                       | 0                       | 49    | 1     | 3      |
| 1. 2.                        |            |            |       |       |        |                  |                  |                  |                         |                         |                         |       |       |        |

## Palmarés

### Títulos nacionales
| Título     | Club                 | País  | Año  |
| ---------- | -------------------- | ----- | ---- |
| Copa Chile | Universidad de Chile | Chile | 2024 |